# 한나 테이크 더 스테어
《한나 테이크 더 스테어》(Hannah Takes The Stairs)는 미국에서 제작된 조 스완버그 감독의 2007년 영화이다. 그레타 거윅 등이 주연으로 출연하였고 애니시 사브야니 등이 제작에 참여하였다.

## 출연

### 주연
- 그레타 거윅
- 켄트 오스본

### 조연
- 앤드류 부잘스키
- 라이 루소 영
- 크리스 스완버그